# Сааков, Богдан Арташесович
 Сааков Богдан Арташесович (16 мая 1929 года, Грозный — 15 апреля 1994 года, Грозный) — советский патофизиолог, доктор медицинских наук, профессор, заведующий кафедрой патологической физиологии Ростовского медицинского института.

## Биография
Сааков Богдан Арташесович родился 16 мая 1929 года. В 1951 году окончил Кубанский медицинский институт (ныне Кубанский государственный медицинский университет). Учась в институте, посещал научный кружок кафедры патологической физиологии под руководством профессора А. Н. Гордиенко и написал, будучи студентом, пять научных работ. По окончании института, с 1951—1952
год также под руководством профессора А. Н. Гордиенко, которые перешел на работу в Ростов-на-Дону, учился в аспирантуре.
В 1953 году защитил кандидатскую диссертацию на тему: «Изменение реактивности организма при общем охлаждении и течение на этом фоне гемотрансфузионного шока». Его научным руководителем при подготовке диссертации был профессор А. Н. Гордиенко. С 1953 года кандидат медицинских наук Сааков Богдан Арташесович работал в должности ассистент кафедры патологической физиологии Ростовского медицинского института.
В 1962 году защитил докторскую диссертацию (научный руководитель профессор Гордиенко А. Н.) на тему: «Механизм развития туберкулеза коленного сустава и форма информации из очага поражения». Его научным руководителем был профессор Гордиенко А. Н.. Был избран заведующим Центральной научно-исследовательской лабораторией ЦНИЛ Ростовского медицинского института. Задачей лаборатории было повышение эффективности научных исследований и подготовка научных кадров. В 1963 году Богдану Арташесовичу было присуждена ученая степень доктора медицинских наук. В 1964 году он получил ученое звание профессора кафедры патологическая физиология.
В 1969 году, после смерти своего профессора А. Н. Гордиенко, Б. А. Сааков был избран заведующим кафедрой патологической физиологии РГМИ и работал в этой должности до 1982 года.
Область научных интересов: патогенез нервно-психических заболеваний (рассеянный склероз, шизофрения, эпилепсия).
С 1983 года Богдан Арташесович работал в организованной им лаборатории клинической патофизиологии. Под руководством профессора Саакова Богдана Арташесовича в Ростовском медицинском институте в разное время было подготовлено и защищено 24 докторских (Поляк А. И., Харабаджахьян А. В., Еремина С. А., Колпаков А. А., Вилков Г. А., Овсянников В. Г., Брин В. Б., Сапач В. К., Николаев В. Е., Трапезонцева Р. А., Гульянц Э. С., Бардахчьян Э. А., Шипотиновский В. И., Хасабов Л. М., Мартиросян В. В., Воронцов В .В., Шовкун А. Г., Калмыкова Г. Н., Новодержкина Ю. Г., Нетреба Г. К., Зотова В. В., Беловолова Р. А., Сизякина Л. П.) и 70 кандидатских диссертаций (включая аспирантов и ученых Болгарии, Египта, Кипра и др.).

## Награды и звания
- Орден «Знак Почета».
- Медаль имени Я. Пуркине Чехословацкого научного медицинского общества имени Яна Пуркинье.
- Медаль Г. Селье Чехословацкого научного медицинского общества имени Яна Пуркинье.
- Почетный член Чехословацкого медицинского общества.